# Patiscus thaiensis
Patiscus thaiensis är en insektsart som beskrevs av Sigfrid Ingrisch 1987. Patiscus thaiensis ingår i släktet Patiscus och familjen syrsor. Inga underarter finns listade i Catalogue of Life.